# جوشوا آي. سميث
جوشوا آي. سميث (بالإنجليزية: Joshua I. Smith)‏ هو شخصية أعمال أمريكي، ولد في 8 أبريل 1941.

## وصلات خارجية
- جوشوا سميث على موقع إن إن دي بي (الإنجليزية)